# Генеалогия королей Португалии
«Генеалогия королей Португалии» (порт. Genealogia dos Reis de Portugal) — незавершенная иллюминированная рукопись, посвященная происхождению и родственным связям португальских монархов. Выдающийся образец искусства миниатюры.
Ныне хранится в Британской библиотеке (Лондон).

## История
Книга была создана в 1530—1534 годах по заказу португальского инфанта (принца) Фернанду, герцога Гуарды (1507—1534). По замыслу заказчика она должна была охватывать генеалогию правящей династии вплоть до короля Мануэла I, отца Фернанду. Непосредственно вопросами её создания занимался португальский дипломат Дамьяо де Гоиш (1501—1573), потративший на эти цели значительную сумму денег.
В Великобританию «Генеалогия» попала 1842 году, когда Ньютон Скотт приобрел листы с 1 по 11 в Лиссабоне и перепродал их Британскому музею. Листы 5* и 9* были куплены у барона Ортеги в Мадриде в 1868 году.

## Описание
От манускрипта сохранились 13 пергаментных листов (фолио) с цветными миниатюрами, размером 580 x 430 мм. Подписи под ними выполнены на португальском языке. Авторы миниатюр — фламандские художники Антониу де Оланда (осел и жил в Португалии; листы 1, 3, 6, 7, 8, 9, 9*, 11) и Симон Бенинг (листы 2, 4, 5, 5*, 10).
Некоторые листы остались незавершенными — в частности, не были раскрашены гербы. Сведения о родословных представлены в виде генеалогических древ с портретами и гербами изображённых. Кроме Португалии представлены члены королевских домов Арагона, Астурии, Кастилии, Леона, Наварры, Австрии, Бургундии, Венгрии и Англии. Миниатюры на полях изображают важные события из португальской истории — битвы, коронации, чудеса и т. д.
| Лист | Изображение | Описание | Важнейшие персоналии | На полях |
| ---- | ----------- | --- | --- | --- |
| 1    |             | Незаполненный лист для предисловия. Сверху — герб Португалии, поддерживаемый двумя облачёнными в звериные шкуры щитодержателями-дикарями, вооруженными палицами и щитами с личным гербом инфанта Фернанду и его девизом «SALVS VITE».                            | - | Слева и снизу — битвы с участием мифологических существ. |
| 2    |             | Незаполненный лист для родословной Магога. | - | Справа и снизу — 11 мифических гигантов. |
| 3    |             | Генеалогическое древо королей Леона и Кастилии (точнее — Астурии, первого независимого королевства на территории Пиренейского полуострова после завоевания Испании маврами). Надпись вверху «TAVOA PRIMEIRA», надпись внизу «TRONCO DOS REYS DE LIAM E CASTELA». | Герцог Фавила — Пелайо — Фавила — Альфонсо I — Эрмезинда | Снизу — сражение с маврами, предположительно битва при Ковадонге. |
| 4    |             | Генеалогическое древо королей Наварры и Арагона. Надпись вверху «TAVOA PRIMEIRA», надпись внизу «TRONCO DOS REYS DARAGAM». | Иньиго I — Гарсия I — Санчо I | Слева — коронация Гарсии Иньигеса; смерть Гарсии Иньигеса и королевы Урраки; чудесное видение креста. Снизу — сражение, предположительно под предводительством Санчо II Абарки, с маврами под Памплоной. |
| 5    |             | Генеалогическое древо королей Наварры и Арагона (продолжение). | Гарсия II — Санчо III — Гарсия III — Фернандо I Кастильский — Рамиро I Арагонский | Слева — сражение с маврами, предположительно завоевание Бенабарре или война с Аль-Мансуром. Снизу — сцены из жизни Санчо III и его сыновей. |
| 5*   |             | Генеалогическое древо королей Наварры и Арагона (окончание). Надпись внизу «TRONCO DOS REYS DARAGAM». | Санчо I — Педро I — Рамиро II — Петронила Арагонская — Рамон Беренгер IV Барселонский | Слева — убийство Санчо IV в Памплоне; Рамиро II отдает свое королевство Рамону Беренгеру IV перед уходом в монастырь. Снизу — завоевание Барбастро и Уэски. |
| 6    |             | Генеалогическое древо графа Генриха (Энрике) Бургундского, предка всех королей Португалии, описывающее его легендарное происхождение от короля Венгрии Иштвана Святого (Стефана Великого). Надпись вверху «TAVOA 1A».                                            | Генрих (Энрике) Бургундский и его жена Тереза Леонская — Иштван I Святой и его жена Гизела Баварская — Геза и его жена Шарольт — Генрих II Баварский и его жена Гизела Бургундская                                                                             | Слева — войско осаждает город. Снизу — войско Генриха Бургундского покидает Португалию и отправляется в Святую землю. |
| 7    |             | Генеалогическое древо королей Португалии от Афонсу I до Афонсу II. Надпись вверху «TAVOA PRIMEIRA DOS REYS», надпись внизу «TRO[N]CO DEL CO[N]DE DO[N] ANRIQUE».                                                                                                 | Афонсу I — Саншу I — Афонсу II | Слева — сражение между христианами (битва под Вальдевесом между Афонсу I и Альфонсо VII, королем Леона и Кастилии); сражение с маврами, предположительно битва при Оурике. Снизу — гавань Лиссабона на реке Тежу. |
| 8    |             | Генеалогическое древо королев и принцесс Португалии. Надпись вверху «DE PORTUGAL». | Петронила Арагонская — Дульса Арагонская — Уррака Кастильская | Справа — сражения с маврами: взятие Бежи и Эворы. Снизу — река Тежу у Сантарена. |
| 9    |             | Генеалогическое древо королей Португалии от Саншу II до Афонсу III (продолжение листа 7). Надпись вверху «TAVOLA QUARTA». | Саншу II — Афонсу III — Диниш I — Афонсу IV | Снизу — сражение с маврами, предположительно битва при Саладо. |
| 9*   |             | Генеалогическое древо королей Португалии от Саншу II до Афонсу III (продолжение листа 9). Надпись вверху «DO[S] REYS DE PORTUGAL». | Педро III Арагонский — Констанция Сицилийская — Изабелла Португальская — Констанция Португальская | Снизу — Святая Изабелла совершает паломничество в Сантьяго-де-Компостела. |
| 10   |             | Родственные связи с прочими европейскими царствующими домами (Англии, Австрии, Бургундии и др.) | Джон Гонт, герцог Ланкастерский — Констанция Кастильская — Элеонора Уррака Кастильская — Филиппа Ланкастерская — Генрих IV Английский — Изабелла Португальская — Элеонора Арагонская — Хуан II Арагонский — Жуана Португальская — Элеонора Елена Португальская | Справа — два генеалогических дерева, показывающих связь португальской королевской династии с эрцгерцогами Австрии и императорами Священной Римской империи (Фридрих III, женатый на Элеоноре Португальской, и их сын Максимилиан I), а также герцогами Бургундии (Жан II Бесстрашный и его сын Филипп III Добрый, женатый на Изабелле Португальской). |
| 11   |             | Генеалогическое древо королей Англии и Кастилии (лист остался нераскрашенным). | | |

## Галерея

### Короли Португалии
- Генрих (Энрике) Бургундский и его жена Тереза Леонская
- Афонсу I
- Саншу I
- Афонсу II

- Саншу II
- Афонсу III
- Диниш I
- Афонсу IV

### Исторические события
- Лист 4: коронация Гарсии I Иньигеса.
- Лист 4: смерть Гарсии Иньигеса и королевы Урраки.
- Лист 5*: убийство Санчо IV в Памплоне.

- Лист 7: сражение с маврами, предположительно битва при Оурике.
- Лист 9*: Святая Изабелла Португальская совершает паломничество в Сантьяго-де-Компостела.
- Лист 9*: Святая Изабелла Португальская совершает паломничество в Сантьяго-де-Компостела.

## Комментарии
1. ↑  Название: Leaves from the Genealogy of the Royal Houses of Spain and Portugal, коротко: The Portuguese Genealogy; код доступа: Add MS 12531. Цифровая копия находится в открытом доступе на сайте Британской библиотеки.[1]
2. ↑  Полный перечень изображенных с указанием месторасположения на листах можно найти на сайте Британской библиотеки.[2]
3. ↑  В действительности Генрих был прямым потомком Гуго Капета, основателя французской королевской династии Капетингов, правнуком короля Франции Роберта Благочестивого, внуком герцога Бургундии Роберта Старого.